# Mapa Pastor
Cristina Pastor Miró, coneguda artísticament com a Mapa Pastor (Alcoi, 1966) és una muntadora i editora de cinema valenciana, guanyadora de diversos premis, entre ells un Gaudí al millor muntatge i un Goya al millor muntatge.
Va començar a estudiar a la universitat filosofia i biologia, però els va deixar per dedicar-se a la música, com a baixista de "45 Revolutions", i la fotografia. Després continuà estudiant Imatge i So, i en acabar va treballar en edició i postproducció a Canal 9. Després va treballar com a assistent de muntatge de Daniel Monzón i Álex de la Iglesia a les pel·lícules La comunidad, Pasos de baile i 800 balas, Crimen ferpecto o Palmeras en la nieve. Debutà com a muntadora amb Santiago Segura a Torrente 3: El protector i assolí el seu primer tan èxit el 2009 amb Celda 211, amb el qual va aconseguir el Goya al millor muntatge, la medalla del CEC al millor muntatge i el Premi Mestre Mateo al millor muntatge. El 2014 va guanyar el Gaudí al millor muntatge pel seu treball a El Niño, pel que fou novament nominada al Goya.
També és professora a l'Escuela de Cinematografía y del Audiovisual de la Comunidad de Madrid (ECAM).

## Filmografia
- Torrente 3: El protector (2005)
- Memorias de una guerrillera (2007)
- Plutón B.R.B. Nero (tres episodis, 2008)
- Celda 211 (2009)
- El kaserón (2010)
- Bestezuelas (2010)
- Hay alguien ahí (2010)
- Silencio en la nieve (2011)
- Buscando a Eimish (2012)
- Evelyn (2012)
- Presentimientos (2013)
- El Niño (2014)
- La playa de los ahogados (2015)
- Francisco: El padre Jorge (2015)
- Los del túnel (2016)
- Zona hostil (2017)
- Yucatán (2018)
- Bajo el mismo techo (2019)
- Historias lamentables (2020)